# Теофил Брешианский
Теофил (Феофил; лат. Theophilus или Teofilus; умер в первой половине V века) — епископ Брешиа в первой половине V века; святой, почитаемый в Католической церкви (день памяти — 27 апреля).

## Биография
В списках глав Брешианской епархии святой Теофил упоминается как преемник Павла I и предшественник Сильвина. Он был епископом в городе Брешиа в первой половине V века. Хотя в трудах некоторых авторов приводятся и более точные даты (например, у П.-Б. Гамса это 430—440 годы), они не подтверждаются данными средневековых исторических источников.
О деяниях Теофила как главы Брешианской епархии ничего не известно. Теофил был похоронен в основанной святым Гауденцием церкви Всех Святых (лат. Consilium Sanctorum; впоследствии церковь Святого Иоанна Апостола). В настоящее время его реликвии находятся в алтаре церкви, куда они были торжественно перенесены в 1595 году.
Также как и все главы Брешианской епархии III—VII веков от Анатолия до Деусдедита, ещё в средневековье Теофил был причислен к местночтимым святым. Первые достоверные свидетельства о культе святого Теофила Брешианского относятся к X веку. Позднее имя этого святого было внесено в «Римский мартиролог» для почитания всеми католиками. День его поминовения отмечается 27 апреля.